# Gymnothorax taiwanensis
Gymnothorax taiwanensis és una espècie de peix marí pertanyent a la família dels murènids i a l'ordre dels anguil·liformes.

## Etimologia
Gymnothorax prové dels mots grecs gymnos (nu, no vestit) i thorax, -akos (tòrax), mentre que taiwanensis fa referència a l'illa de Taiwan on va ésser trobada.

## Descripció
El mascle fa 52,3 cm de llargària màxima i la femella 42,5. 117-121 vèrtebres (55-56 preanals). Mandíbules curtes. Dents robustes. Dents del vòmer biserials. Cos de color marronós amb un patró reticulat clar. En vida presenta una mena de mucositat groguenca a la superfície de la pell. Iris taronja. Extrems dels narius enfosquits. Boca lleugerament inferior. La fórmula vertebral és 5-55-119. Es diferencia del seu congènere més proper, Gymnothorax flavoculus, per tindre una cua més curta, menys vèrtebres (117-121 vs. 124-127), un nombre més gran de dents al vòmer i la mandíbules i una coloració diferent.

## Reproducció
Hom creu que té lloc a l'entorn dels mesos de juliol i agost.

## Alimentació
Menja principalment crustacis i peixets.

## Hàbitat i distribució geogràfica
És un peix marí, bentònic, associat als esculls (entre 3 i 30 m de fondària) i de clima subtropical, el qual viu al Pacífic nord-occidental: els esculls poc fondos i les costes rocalloses de l'est de Taiwan.

## Observacions
És inofensiu per als humans i el seu índex de vulnerabilitat és de baix a moderat (29 de 100).